# Мордекай Маталон
Мордекай Маталон е еврейски духовник, равин, от Османската империя, живял през XVI век.

## Биография
Мордекай Маталон е равин в Солун и виден талмудист и според спътника му Самуил де Медина, който често го цитира в отговорите си, Мордекай е добре образован и в светските науки (Responsa on Ḥoshen Mishpaṭ, No. 40). Цитиран е и от Исак Адарби в неговата „Дибре Рибот“ (Nos. 217, 326). Маталон е автор на отговори, включени в „Мишпете Шемуел“ на Самуил Калаи (Венеция, 1599). Мордекай е чичо на Яков бен Соломон Маталон.